# Nove Selo (okres Berehovo)
Nove Selo (ukrajinsky Нове Село, maďarsky Tiszaújhely) je vesnice ve Vylocké vesnické komunitě v beherovském okrese Zakarpatské oblasti Ukrajiny.

## Obyvatelstvo
V roce 2001 zde žilo 1 856 obyvatel.
| Národnost  | % obyvatel |
| ---------- | ---------- |
| maďarská   | 68,47 %    |
| ukrajinská | 31,21 %    |
| ruská      | 0,27 %     |
| židovská   | 0,05 %     |